# Cerentino
Cerentino (lmo. Cerentín) − miejscowość i gmina w południowej Szwajcarii, w kantonie Ticino, w okręgu (distretto) Vallemaggia, w powiecie (circolo) Rovana. Leży nad rzeką Rovana.

## Demografia
W Cerentino mieszka 36 osób. W 2021 roku 8,3% populacji gminy stanowiły osoby urodzone poza Szwajcarią. 